# 5 juillet 1938
Le mardi 5 juillet 1938 est le 186e jour de l'année 1938.

## Naissances
- Dianne Day (morte le 11 juillet 2013), romancière américaine
- Donald Gelling, homme politique de l’île de Man
- Jean-Claude Dubreuil, écrivain français
- Marie-Hélène Descamps, femme politique française
- Rolland Dion (mort le 6 juin 2011), homme politique canadien
- Ronnie Self (mort le 28 août 1981), musicien américain

## Décès
- Auguste Pinloche (né le 14 mars 1856), linguiste, historien et enseignant français
- Henry Marsot (né le 19 janvier 1877), personnalité politique française